# 分级燃烧循环

分级燃烧循环示意图

分级燃烧循环（staged combustion cycle）也叫高压补燃循环，是双元液体火箭发动机的动力循环的一种。一部分燃料在预燃室燃烧产生高温燃气推动发动机的涡轮和泵。随后废气和推进剂一起注入燃烧室。
分级燃烧循环的主要优势是所有燃气和热量都通过燃烧室排除，基本没有损失。因此这种循环也常称为“闭式循环”。而开式循环产生的废气直接排放，因而效率有所损失。
分级燃烧循环带来的另一个重要优点就是能承受非常高的燃烧室压力，这致使更大膨胀比的喷嘴可以用在发动机上。而主要缺点就是涡轮机的工作环境苛刻，需要添加许多额外的导管来输送高温燃气，还必须设计很复杂的反馈控制系统。
分级燃烧循环发动机相对其他形式循环是最难设计的，它的一种简化版本就是燃气发生器循环。

## 历史
分级燃烧循环最初是阿列克谢· 伊萨耶夫（Aleksei Mihailovich Isaev）在1949年提出的，由前苏联工程师格鲁什科（Valentin Glushko）设计制造。第一台采用分级燃烧循环的发动机就是NK-33，N1火箭的第一级就安装了30台这样的发动机。1963年，另一台采用这种循环的发动机RD 253开始制造并于1965年安装在了质子火箭上。洛克马丁公司向俄罗斯购买的RD-180用于擎天神三号和擎天神五号的发动机也采用这种循环。
在西方，首台实验室分级燃烧发动机是由德国工程师路德维希·伯尔科（Ludwig Boelkow）于1963年制造的。
50年代，英国开发的伽马火箭发动机采取的是一种闭式循环，但不是分级燃烧循环。氧化剂过氧化氢先分解成氧气来驱动涡轮机，然后和燃料煤油一起进入燃烧室燃烧。
RS-25采用的也是这种循环。

## 全流量分级燃烧循环

全流量分级燃烧循环示意图

全流量分级燃烧循环（Full flow staged combustion，FFSC）是分级燃烧循环的另一种版本，氧化剂和燃料分别由各自的动力涡轮机供压，部分推进剂通过管道互相交换，分别燃烧驱动涡轮机。
这种设计下，涡轮机的工作温度更低，因而发动机的寿命得到延长，效率也更高。而且燃烧室的压力可以更大，支持更大的比冲。苏联曾率先研制过采用该类型循环的火箭发动机“RD-270”，而目前采用该类型循环的发动机是正在研制的集成动力验证器和已经研制成功的猛禽火箭發動機。